# Ataksja Friedreicha
Ataksja Friedreicha, choroba Friedreicha, bezład Friedreicha – choroba o podłożu genetycznym, dziedziczona w sposób autosomalnie recesywny, prowadząca do postępującego zwyrodnienia niektórych części układu nerwowego a także mięśnia sercowego. Po raz pierwszy opisana przez niemieckiego lekarza Nikolausa Friedreicha w 1863 roku.

## Epidemiologia
Ataksja Friedreicha występuje z częstością 2:100 000 osób (Europa i Ameryka Północna) i należy do najczęstszych wrodzonych ataksji o wczesnym początku. Mężczyźni i kobiety chorują jednakowo często. Częstość nosicielstwa nieprawidłowych alleli 1:120.
Do innych zespołów podobnych klinicznie do ataksji Friedreicha należą tzw. zespoły FRDA-podobne (ataksja Friedreicha o późnym początku lub FRDA z zachowanymi odruchami). Niektóre zespoły FRDA-podobne mogą być także skutkiem mutacji tego samego genu FRX.

## Etiologia
Spowodowana jest mutacją w pierwszym intronie genu FXN (poprzednio znany jako gen X25) znajdującym się na chromosomie 9. W 2% przypadków jest to mutacja punktowa, natomiast w pozostałych 98% mutacja polegająca na ekspansji krótkiego fragmentu sekwencji genu (w tym przypadku trójki nukleotydów GAA w pierwszym intronie genu) – tzw. mutacja dynamiczna.
W zmutowanym genie znajduje się 66 lub więcej, czasem nawet ponad 1 700 powtórzeń trójek nukleotydowych. Do zmiany liczby powtórzeń dochodzi głównie podczas mejozy: zwiększenia lub zmniejszenia liczby powtórzeń (zazwyczaj w chromosomie pochodzenia ojcowskiego dochodzi do skrócenia). W niektórych tkankach może dojść do niestabilności powtórzeń także podczas mitozy.
Gen FXN koduje mitochondrialne białko frataksynę, które prawdopodobnie bierze udział w metabolizmie żelaza. Wystąpienie nadmiernej ilości powtórzeń trójki nukleotydowej GAA powoduje represję transkrypcji tego genu, jednak mechanizm tej represji nie jest dokładnie poznany. Brak frataksyny powoduje gromadzenie się żelaza w mitochondriach, zaburzenia w aktywności białek żelazo-siarkowych (Fe-S) i nasilony stres oksydacyjny.
Niektóre przypadki ataksji Friedreicha (FRDA2) łączy się z mutacjami innego genu na chromosomie 9.

## Objawy i przebieg

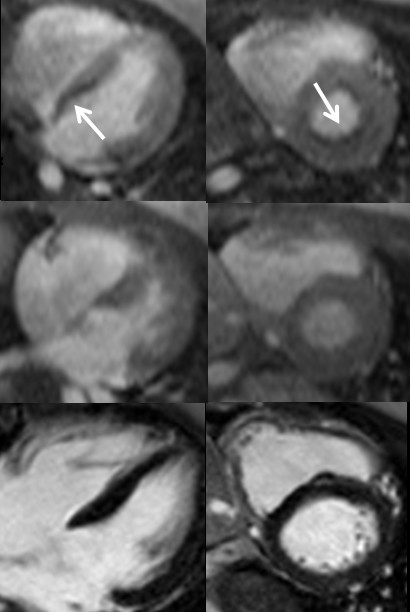
Badanie RM serca w czasie wysiłku (góra), spoczynku (środek) i po podaniu kontrastu gadolinowego (dół) u pacjenta z ataksją Friedreicha wykazuje znaczną nieprawidłowość perfuzji podwsierdziowej

Większość przypadków ujawnia się przed 20 rokiem życia, zwykle między ósmym a piętnastym. Mogą się zaczynać czasem we wczesnym dzieciństwie, jak również po 25 roku życia. Wiek zachorowania zależy od liczby powtórzeń, jednak mają tu również wpływ inne czynniki, w tym mozaicyzm lub modyfikujące czynniki genetyczne i środowiskowe. Często pierwszym objawem jest skolioza.
Najczęstszy objaw to ataksja chodu; dzieci później uczą się chodzić, później prezentują niezgrabny chód, gorszą sprawność ruchową. Z czasem dochodzi do rozwoju ataksji w kończynach górnych i ataksji tułowia. Mowa staje się zamazana, wybuchowa. Postępujące osłabienie kończyn prowadzi do niedowładu, a następnie plegii (porażenia) kończyn z przykurczami mięśniowymi. 
Utrata czucia wibracji pojawia się wcześniej w kończynach dolnych i polega na osłabieniu czucia ułożenia kończyn w przestrzeni (niepewność chodu i ruchu nasila się po zamknięciu oczu). Dodatkowo pojawiają się: utrata możliwości różnicowania dwóch bodźców, częściowa astereognozja, upośledzenie czucia temperatury, bólu i dotyku. Oprócz objawów związanych z uszkodzeniem wymienionych struktur dochodzi niekiedy do zaniku nerwu wzrokowego oraz upośledzenia umysłowego. 
Charakterystycznym jest występowanie tak zwanej stopy friedreichowskiej, co oznacza stopę o nadmiernym wyżłobieniu. Zgon następuje 10–20 lat od początku objawów, z powodu powikłań.
W przebiegu choroby dochodzi do zwyrodnienia w obrębie dróg rdzeniowo-móżdżkowych, sznurów tylnych rdzenia kręgowego oraz w drogach piramidowych i móżdżku.
U około 90% chorych z ataksją Friedreicha rozwija się kardiomiopatia, najczęściej przerostowa, rzadziej rozstrzeniowa.

## Leczenie
Obecnie nie jest znane skuteczne leczenie. Prowadzone są badania nad możliwościami wykorzystania w terapii antyoksydantów, inhibitorów deacetylazy histonowej, związków chelatujących żelazo, oraz związków zwiększających transkrypcję mRNA dla frataksyny.